# Ô tác Heuglin
Ô tác Heuglin, tên khoa học Neotis heuglinii, là một loài chim trong họ Otididae.

## Mô tả
Đây là một loài chim khá lớn, chiều dài lên đến 89 cm (35 in). Chim trống cân nặng 4–8 kg (8,8–17,6 lb) và chim mái nhỏ hơn nhiều với cân nặng 2,6–3 kg (5,7–6,6 lb). Ngoài khác nhau về kích thước, chim trống và chim mái có bộ lông khác nhau đáng kể.
Loài chim này phân bố ở Djibouti, Eritrea, Ethiopia, Kenya, và Somalia. Chúng xuất hiện theo cặp hoặc nhóm nhỏ ở đồng cỏ khô cằn hoặc bán khô hạn, thậm chí có thể lan rộng ra rìa sa mạc.